# 深海短吻獅子魚
深海短吻獅子鱼，为輻鰭魚綱鮋形目杜父魚亞目狮子鱼科的其中一種。目前僅發現於北太平洋的鄂霍次克海南部海域，體長可達16公分，屬深海魚類，棲息在水深3294公尺的水域，生活習性不明。